# Shirley Conran
Shirley Conran (ur. 21 września 1932 w Londynie, zm. 9 maja 2024) – angielska pisarka, autorka bestsellerowych książek, takich jak Koronka i Superwoman. Jest byłą żoną brytyjskiego projektanta, restauratora i pisarza Sir Terence’a Conrana.

## Wykształcenie
Urodziła się i wychowywała w Londynie. Tam chodziła do szkoły dla dziewcząt St. Paul’s Girls School, jednak wykształcenie zdobywała także w Szwajcarii. Jej zainteresowanie sztuką sprawiło, że zaczęła studiować rzeźbiarstwo w Portsmouth Art College, (który dziś jest częścią Southampton University) a później jeszcze malarstwo w Chelsea Polytechnic (dziś Arts London University). Choć została pisarką jej zamiłowanie do sztuki pozostało, o czym świadczy jej kolekcja etnograficznych dzieł i obrazów współczesnego malarstwa.

## Życie zawodowe
Zanim zaczęła pisać, z powodzeniem zajmowała się projektowaniem mody. Na początku lat 60. rozpoczęła pracę jako redaktorka w The Daily Mail. W 1964 r. została pierwszą kobietą, która pisała do The Observer Colour Magazine. Zajmowała się głównie wywiadami i typowo kobiecymi sprawami. Później pracowała jeszcze jako felietonistka w magazynie Vanity Fair. W 1974 r. wydała swoją pierwszą książkę pt. Superwoman. Poradnik dla nowoczesnych kobiet o zarządzaniu domem, stał się bestsellerem w Wielkiej Brytanii, Kanadzie, RPA, Australii i Nowej Zelandii. Sukces książki sprawił, że napisała jeszcze dwie z tej serii. Jednak najbardziej jej znaną publikacją (także w Polsce) jest powieść Koronka wydana w 1982 r. Na jej podstawie powstał 5-godzinny miniserial. Dwa lata później ukazała się druga część Koronki, która także stała się światowym bestsellerem i którą także zekranizowano.

## Publikacje

### Literatura piękna
- Koronka (1982)
- Koronka 2 (1985)
- The Complete Story (1986)
- Savages (1987)
- Szkarłat (1992)
- Oko tygrysa (1994)
- The Revenge (Revenge of Mimi Quinn, 1998)
- The Amazing Umbrella Shop (1990)
- Thorn birds (1998)

### Literatura faktu
- Superwoman (1975)
- Superwoman 2 (1977)
- Futurewoman: How to Survive Life After Thirty (1979)
- Superwoman in Action (1979)
- Magiczny ogród (1983)
- Down with Superwoman: For Everyone Who Hates Housework (1990)